# Stéphane Valeri
Pour les articles homonymes, voir Valeri.
Stéphane Valeri, né le 1er mars 1962 à Monaco, est un homme politique monégasque. Il a effectué trois mandats en tant que conseiller national, puis en tant que président, mais a démissionné au milieu de son deuxième mandat pour pouvoir exercer les fonctions de ministre du gouvernement.

## Biographie

### Formation
Ancien élève du lycée Albert-Ier de Monaco et des classes préparatoires aux hautes études commerciales, au lycée Masséna de Nice et à l’IPESUP de Paris, Stéphane Valeri est diplômé de l’École Européenne des affaires (ESCP) en 1986 (cursus Paris - Oxford – Berlin)[réf. nécessaire].

### Parcours professionnel
En 1986, il fonde l'Association des jeunes Monégasques (AJM) qu’il préside jusqu’en 1993 et dont le prince Albert est alors président d’honneur.
En 1987, il est recruté comme attaché de direction à la Société des bains de mer de Monaco (SBM) au service des ventes, puis il devient, en 1988, attaché de direction au service promotion et publicité de la SBM.
Cette même année, il fonde le groupe de communication Promocom dont il devient le président délégué et crée notamment la Foire internationale de Monaco.
En janvier 2010, il renonce à cette fonction en acceptant de devenir conseiller de gouvernement - ministre pour les affaires sociales et la santé au Gouvernement princier.
En octobre 2022, après avoir quitté la présidence du Conseil national de Monaco, il entre au conseil d'administration de la Société des Bains de Mer dont il deviendra le président-délégué le 24 janvier 2023 ,,.

### Parcours politique
En 1988, figurant sur la liste de Jean-Charles Rey, il devient à 25 ans le plus jeune élu au Conseil national. Il est réélu en 1993 avec le meilleur score de tous les candidats présentés et devient à 30 ans, président de la commission du logement, jusqu'à une scission entre un groupe qu'il créé (AMR) et les autres conseillers de la liste UnD.
En 1998, il décide ne pas se présenter « afin de se consacrer pleinement au développement de son groupe de communication ».
En 2001, il crée et préside l'Union pour la Principauté (UP) qui devient la première formation politique du pays.
Lors des élections nationales du 9 février 2003, la liste UP qu'il conduit remporte 21 des 24 sièges en jeu et il est élu président du Conseil national, devenant à 40 ans le plus jeune président de l'institution à ce jour.
Après les élections de février 2008, remportées avec autant de sièges par une liste renouvelée, il est réélu président du Conseil national, le 14 février.
Sa présidence (2003-2008) est rythmée par deux engagements majeurs comme la construction de logements domaniaux pour les Monégasques, et la loi Habitation-Capitalisation (succédanée de propriété dans le secteur domanial, l'État ne cédant pas la propriété du logement) en 2008.
En janvier 2010, Albert II l'appelle à rejoindre le Conseil de gouvernement de Monaco (le gouvernement de la principauté). Il est alors nommé conseiller de gouvernement - ministre des Affaires sociales et de la Santé. Les objectifs fixés par Albert II concernent entre autres :
- La conception du projet médical dans le cadre du futur hôpital Princesse Grace de Monaco[6],
- L'émergence d'un pôle santé d'excellence en Principauté[7],
- La création de la Commission d'insertion des diplômés pour l'avenir professionnel des jeunes Monégasques dans leur pays[8],
- La modernisation de la Direction des Affaires sociales et de la Santé qui aboutit à la création de deux directions, l'une sanitaire, l'autre sociale[9],
- La sauvegarde du régime des retraites dans le secteur privé[10],
- Les lois sur le handicap[11] et sur le télétravail[12],
- Le renforcement des campagnes de prévention contre les cancers[13],
- Le renforcement des mesures visant à aider et accompagner les aînés de la Principauté[14].

En mai 2017, il démissionne de son poste gouvernemental et occupe la présidence déléguée du Groupe Monaco Communication.
Le 19 septembre 2017, Stéphane Valeri annonce la création d'un nouveau mouvement politique monégasque intitulé Priorité Monaco dont il prend la présidence dans la perspective de la prochaine élection du Conseil national,. Le 5 février 2018, face à la tête de liste Union Monégasque (UM), Jean-Louis Grinda, il participe à ce qui constitue le tout premier débat politique médiatisé en direct dans l'Histoire de Monaco. Organisé par Monaco Hebdo et par L'Observateur de Monaco, ce débat d'une durée de 1h20 a été diffusé en direct sur Radio Monaco et sur Internet. Le 11 février 2018, son parti obtient 58 % des suffrages lors de ces élections, obtenant 21 des 24 sièges du Parlement,. Le 22 février, il est de nouveau élu président du Conseil national.
Il quitte la présidence du Conseil national en octobre 2022 pour prendre celle de la Société des bains de mer.

## Décorations
- Officier de la Légion d'honneur le 15 mars 2019.

- Commandeur de l'ordre de Saint-Charles en novembre 2019[22].
- Grand Officier de l'Ordre de l'Etoile d'Italie le 21 juin 2021.